# Remnant: From the Ashes
Remnant: From the Ashes ist ein Loot-Shooter des amerikanischen Entwicklers Gunfire Games und wurde am 20. August 2019 für Windows, PlayStation 4 und Xbox One von Gearbox Publishing (ehemals Perfect World Entertainment) veröffentlicht, gefolgt von einer Portierung für Nintendo Switch im März 2023.

## Spielprinzip
Remnant: From the Ashes hat eine ähnliche Mechanik wie die Dark-Souls-Reihe. Das Spiel ist ein Third-Person-Shooter, bei dem der Spieler bis zu drei Waffen einsetzen kann. Es gibt eine Hauptwaffe, eine Zweitwaffe und eine Nahkampfwaffe. Diese Waffen können zwischen Maschinengewehren, Schrotflinten, Jagdgewehren, Scharfschützengewehren und dergleichen variieren. Außerdem kann man auch Mods an den Waffen anbringen, die diesen zusätzliche Fähigkeiten wie brennende Munition oder andere spezielle Objektile verleihen. Der Spieler kann seinen eigenen benutzerdefinierten Charakter erstellen und es gibt im Spiel feindliche Gegner und Bosse, die in einer zufällig generierten Welt zu finden sind, obwohl der Spieler immer noch einer festgelegten Geschichte folgt. Spieler können ihre Waffen und Rüstungen mit Materialien verbessern, die sie auf der ganzen Welt finden. Man kann auch Eigenschaftspunkte freischalten, mit denen die Spieler die Werte ihres spielbaren Charakters verbessern können.

## Rezeption
Das Spiel erhielt positive Kritiken. Stand Juli 2020 wurden mehr als 1,6 Millionen Kopien des Spiels verkauft.